# IC 2493
IC 2493 ist eine Elliptische Galaxie vom Hubble-Typ E0 im Sternbild Kleiner Löwe am Nordsternhimmel. Sie ist schätzungsweise 276 Millionen Lichtjahre von der Milchstraße entfernt und hat einen Durchmesser von etwa 40.000 Lichtjahren.
Im selben Himmelsareal befindet sich u. a. die Galaxie NGC 2922.
Das Objekt wurde am 14. Mai 1903 von Stéphane Javelle entdeckt.